# Bedotia alveyi
Bedotia alveyi är en fiskart som beskrevs av Jones, Smith och Sparks 2010. Bedotia alveyi ingår i släktet Bedotia och familjen Bedotiidae. Inga underarter finns listade.